# Кинзије
Кинзије (фр. Cuinzier) насеље је и општина у источној Француској у региону Рона-Алпи, у департману Лоара која припада префектури Роан.
По подацима из 2011. године у општини је живело 670 становника, а густина насељености је износила 119,22 становника/km². Општина се простире на површини од 5,62 km². Налази се на средњој надморској висини од 496 метара (максималној 610 m, а минималној 389 m).

## Демографија
| 1962. | 1968. | 1975. | 1982. | 1990. | 1999. | 2011. |
| ----- | ----- | ----- | ----- | ----- | ----- | ----- |
| 582   | 605   | 598   | 571   | 583   | 590   | 670   |

График промене броја становника у току последњих година